# Танцплощадка (фильм)
«Танцплощадка» — художественный фильм, снятый на киностудии «Мосфильм» в 1985 году.

## Сюжет
Молодой специалист-архитектор Костя Колобков, инженер передвижной мехколонны, направлен в небольшой курортный городок, чтобы там строить новый санаторий. И всё бы ничего, но строительство объекта запланировано там, где располагается старая танцевальная площадка. А она, как оказалось, очень важна для местных жителей разных возрастов — как место встреч, как своего рода культурный центр и центр общения, как сцена, где можно проявить свои творческие способности, найти им приложение… Константин понял это, посетив танцплощадку и встретив здесь свою любовь. Рискуя навсегда похоронить свою карьеру, он вместе с горожанами вступает в конфликт с властями, чтобы отстоять будущее танцплощадки и добиться переноса строительства на другой участок. И достигает поставленной цели.

## В ролях
- Евгений Дворжецкий — Константин Колобков, инженер передвижной механизированной колонны
- Александра Яковлева — Александра, медсестра
- Людмила Шевель — Жанна, певица, сестра Александры (вокал — Лариса Долина)
- Анна Назарьева — Анастасия, младшая сестра Александры и Жанны
- Сергей Газаров — Митя, друг Константина
- Владимир Дружников — Ипполит Анатольевич, заведующий тиром, трубач, «Нептун»
- Людмила Шагалова — Мария Николаевна, продавщица газет в киоске, аккордеонист
- Николай Прокопович — Михаил Михайлович Зуев, начальник передвижной механизированной колонны
- Костя Атаманов — Санька, сын Александры
- Татьяна Агафонова — Бубнова, девушка на танцплощадке
- Елена Денисова — Екатерина, работница почты
- Дмитрий Оленевский — Семён, водитель, брат Екатерины
- Юрий Внуков — кудрявый парень на танцплощадке
- Сергей Кисличенко — робкий паренёк на танцплощадке
- Галина Семёнова — девушка на танцплощадке
- Ольга Токарева — женщина в очках на танцплощадке
- Василий Шлыков — хулиган на танцплощадке (нет в титрах)

В эпизодах: Г. Винник, Александр Захаров, А. Машков, В. Самойлов, С. Седнев, И. Торина, А. Устинов.

## Съёмочная группа
- Режиссёр-постановщик: Самсон Самсонов
- Авторы сценария: Аркадий Инин, Самсон Самсонов
- Оператор-постановщик: Виктор Шестопёров
- Художник-постановщик: Евгений Маркович
- Композитор: Евгений Дога
- Звукооператор: Юрий Михайлов
- Текст песен: Михаил Танич
- Режиссёр: Борис Вельшер, Лика Авербах
- Оператор: Э. Керч
- Монтажёр: Л. Филькина
- Художник по костюмам: Г. Полякова
- Художник-гримёр: Н. Желманова
- Государственный симфонический оркестр кинематографии
  - Дирижёр: Эмин Хачатурян
- Запись музыки: Виктор Бабушкин
- Редактор: М. Сомова
- Музыкальный редактор: Арсений Лаписов
- Балетмейстер: А. Беляковцев
- Директор картины: Борис Гостынский

## Песни и инструментальная музыка из фильма
В 1987 году фирма «Мелодия» выпустила пластинку (С60 24433 000) с саундтреком к фильму. На первой стороне представлены песни, на второй — инструментальные пьесы.
Сторона 1:
1. Танцплощадка (Михаил Танич)
2. На последнем сеансе кино (Михаил Танич)
3. Песня Нептуна (Михаил Танич)
4. Любовь начинается просто (Михаил Танич)
5. Вишня (Михаил Танич)

Сторона 2:
1. Пригласи меня
2. Танец Шуры
3. Здравствуй, утро
4. Моя золотая
5. Я играю для тебя

Участники записи:
- Лариса Долина, вокал (1—5)
- Михаил Кочетков, гитара
- Инструментальное трио солистов оркестра кинематографии СССР п/у Игоря Назарука (Игорь Назарук — клавишные, Алексей Исплатовский — бас-гитара, Андрей Чернышёв — ударные)
- Вокальная группа п/у Людмилы Урман (9)